# Galàxia espiral barrada

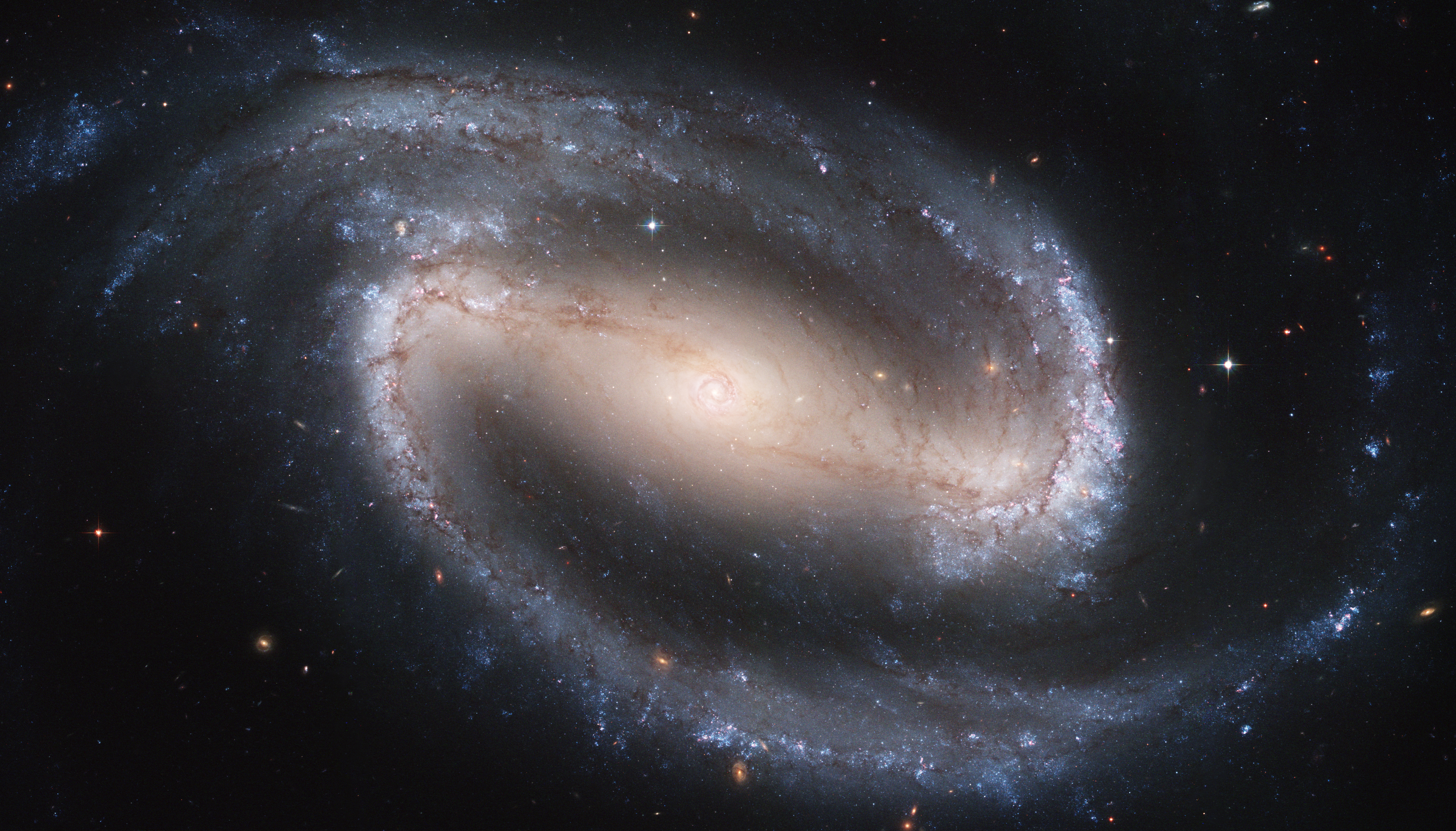
La galàxia espiral barrada NGC 1300

Una galàxia espiral barrada és una galàxia espiral amb una estructura rectangular cap al centre. Es pensa que aquestes «barres» estan creades per inestabilitats del disc. La majoria de les galàxies espirals son d'aquest tipus, més concretament del tipus SB segons la classificació de les galàxies escrita per Edwin Hubble (d'ell prové el nom d'aquell telescopi espacial).